# Diocesi di Varsavia (vetero-cattolica)
La diocesi di Varsavia è una delle tre diocesi della Chiesa polacco-cattolica.
La sua Cattedrale è la Cattedrale dello Spirito Santo a Varsavia.

## Territorio
Il territorio diocesano comprende i voivodati di Łódź, Cuiavia-Pomerania, Pomerania, Masovia, Lublino, Varmia-Masuria e Podlachia.
La diocesi è attualmente divisa in cinque decanati, a loro volta divisi in 32 parrocchie. Il numero dei fedeli ammonta a circa 9900 persone.

## Storia
Nel 1951 fu creata ufficialmente la Chiesa polacco-cattolica, scorporando le parrocchie polacche facenti fino a quel momento capo alla missione polacca della Chiesa cattolica nazionale polacca, e questa nuova Chiesa fu in seguito divisa in tre diocesi. Precedentemente alla creazione della nuova Chiesa, la Missione aveva già sede nella città di Varsavia.

## Presente
Attualmente la Cattedra di Varsavia è retta da Wiktor Wysoczański, che riveste anche il ruolo di Superiore della chiesa polacco-cattolica.

## Vescovi

### Vescovi missionari in Polonia
- 1922 - 1924 - amministratore Francis Bończak
- 1924 - 1927 - vescovo Francis Bończak
- 1928 - 1930 - vescovo Leon Grochowski
- 1930 - 1931 - vescovo Władysław Faron
- 1931 - 1951 - vescovo Joseph Padewski

### Vescovi della Chiesa polacco-cattolica
- 1951 - 1957 - Collegio episcopale (Eugeniusz Kriegelewicz e Julian Pękala)
- 1957 - 1958 - vescovo Julian Pękala
- 1959 - 1960 - vescovo Maksymilian Rode

### Vescovi e amministratori di Varsavia
- 1960 - 1965 - amministratore diocesano Antoni Naumczyk
- 1966 - 1996 - vescovo Tadeusz Majewski
- dal 1996 - vescovo Wiktor Wysoczański